# Blinów-Kolonia
Blinów-Kolonia – nazwa zniesiona kolonia w Polsce położona w województwie lubelskim, w powiecie kraśnickim, w gminie Szastarka.
W latach 1975–1998 miejscowość administracyjnie należała do województwa tarnobrzeskiego.
Nazwę miejscowości zniesiono z 2023 r..